# Сборная Омана по хоккею с шайбой
Сборная Омана по хоккею с шайбой представляет Оман на международных турнирах по хоккею с шайбой. Была принята в IIHF в 2014 году. На официальных турнирах не участвовала.

## История
Сборная Омана была принята в ИИХФ в мае 2014 года. В 2012 году сборная приняла участие в кубке Персидского залива, где заняла третье место.

## Достижения
- Кубок Персидского залива по хоккею с шайбой:
  - Бронзовый призёр (1)  : 2012